# Seznam utkání Litvínova v play off české hokejové extraligy
Toto je seznam zápasů Litvínova v play off české hokejové extraligy .

## Litvínov
| Litvínov versus  | S  | Předkolo          | Čtvrtfinále                                           | Semifinále                          | Finále            | V  | P  |
| ---------------- | -- | ----------------- | ----------------------------------------------------- | ----------------------------------- | ----------------- | -- | -- |
| Třinec           | 2  |                   | 2011/2011 (2 : 4)                                     |                                     | 2014/2015 (4 : 3) | 6  | 7  |
| Hradec Králové   | 2  | 2020/2021 (0 : 3) | 2016/2017 (1 : 4)                                     |                                     |                   | 1  | 7  |
| Chomutov         | 0  |                   |                                                       |                                     |                   | 0  | 0  |
| Liberec          | 0  |                   |                                                       |                                     |                   | 0  | 0  |
| Brno             | 1  |                   |                                                       | 2014/2015 (4 : 1)                   |                   | 4  | 1  |
| Mladá Boleslav   | 0  |                   |                                                       |                                     |                   | 0  | 0  |
| Olomouc          | 0  |                   |                                                       |                                     |                   | 0  | 0  |
| Pardubice        | 1  |                   | 2014/2015 (4 : 1)                                     |                                     |                   | 4  | 1  |
| Plzeň            | 2  | 2010/2011 (3 : 1) | 2012/2013 (3 : 4)                                     |                                     |                   | 6  | 5  |
| Sparta Praha     | 3  |                   | 2000/2001 (2 : 4)                                     | 1995/1996 (4 : 2) 1999/2000 (0 : 3) |                   | 6  | 9  |
| Vítkovice        | 1  |                   | 1997/1998 (1 : 3)                                     |                                     |                   | 1  | 3  |
| Zlín             | 3  |                   | 1995/1996 (4 : 1) 1999/2000 (3 : 1) 2004/2005 (2 : 4) |                                     |                   | 9  | 6  |
| Jihlava          | 0  |                   |                                                       |                                     |                   | 0  | 0  |
| České Budějovice | 0  |                   |                                                       |                                     |                   | 0  | 0  |
| Karlovy Vary     | 2  |                   | 2007/2008 (1 : 4) 2008/2009 (0 : 4)                   |                                     |                   | 1  | 8  |
| Kladno           | 1  |                   | 1993/1994 (1 : 3)                                     |                                     |                   | 1  | 3  |
| Slavia Praha     | 1  | 2009/2010 (2 : 3) |                                                       |                                     |                   | 2  | 3  |
| Vsetín           | 2  |                   | 1994/1994 (1 : 3)                                     |                                     | 1995/1996 (1 : 4) | 2  | 7  |
| Znojmo           | 0  |                   |                                                       |                                     |                   | 0  | 0  |
| Celkem           | 21 |                   |                                                       |                                     |                   | 43 | 60 |

## Litvínov - Třinec
| Číslo | Sezona    | Utkání      | Domácí   | Výsledek        | Hosté    | Třetiny               |
| --- | --------- | ----------- | -------- | --------------- | -------- | --------------------- |
| 01. | 2010/2011 | čtvrtfinále | Třinec   | 6 : 0 Report    | Litvínov | (3:0 , 2:0 , 1:0)     |
| Branky Litvínova nikdo |           |             |          |                 |          |                       |
| 02. | 2010/2011 | čtvrtfinále | Třinec   | 3 : 2 Report    | Litvínov | (1:2 , 2:0 , 0:0)     |
| Branky Litvínova 02:51 Jiří Gula, 05:01 Peter Jánský                                                                      |           |             |          |                 |          |                       |
| 03. | 2010/2011 | čtvrtfinále | Litvínov | 5 : 3 Report    | Třinec   | (1:0 , 2:3 , 2:0)     |
| Branky Litvínova 08:44 Viktor Hübl, 30:23 František Lukeš, 35:31 Martin Jenáček, 49:49 Karel Kubát, 59:41 František Lukeš |           |             |          |                 |          |                       |
| 04. | 2010/2011 | čtvrtfinále | Litvínov | 4 : 2 Report    | Třinec   | (1:1 , 2:1 , 1:0)     |
| Branky Litvínova 14:13 Viktor Hübl, 31:59 Peter Jánský, 34:40 Juraj Majdan, 52:31 Richard Jareš                           |           |             |          |                 |          |                       |
| 05. | 2010/2011 | čtvrtfinále | Třinec   | 6 : 1 Report    | Litvínov | (2:0 , 2:0 , 2:1)     |
| Branky Litvínova 58:40 Peter Jánský                                                                                       |           |             |          |                 |          |                       |
| 06. | 2010/2011 | čtvrtfinále | Litvínov | 1 : 4 Report    | Třinec   | (1:0 , 0:2 , 0:2)     |
| Branky Litvínova 01:21 Matěj Stříteský                                                                                    |           |             |          |                 |          |                       |
| |           |             |          |                 |          |                       |
| 07. | 2014/2015 | finále      | Třinec   | 1 : 3 Report    | Litvínov | (0:1 , 1:2 , 0:0)     |
| Branky Litvínova 05:53 Karel Kubát, 33:47 František Lukeš, 38:41 Tomáš Pavelka                                            |           |             |          |                 |          |                       |
| 08. | 2014/2015 | finále      | Třinec   | 2 : 3 Report    | Litvínov | (0:1 , 1:0 , 1:2)     |
| Branky Litvínova 03:37 Jakub Petružálek, 45:28 Robin Hanzl, 47:49 Viktor Hübl                                             |           |             |          |                 |          |                       |
| 09. | 2014/2015 | finále      | Litvínov | 0 : 1 Report    | Třinec   | (0:1 , 0:0 , 0:0)     |
| Branky Litvínova nikdo |           |             |          |                 |          |                       |
| 10. | 2014/2015 | finále      | Litvínov | 3 : 0 Report    | Třinec   | (0:0 , 2:0 , 1:0)     |
| Branky Litvínova 30:40 Jiří Gula, 36:27 Robin Hanzl, 55:30 Viktor Hübl                                                    |           |             |          |                 |          |                       |
| 11. | 2014/2015 | finále      | Třinec   | 2 : 1 SN Report | Litvínov | (0:1 , 0:0 , 1:0)     |
| Branky Litvínova 10:45 Jiří Gula                                                                                          |           |             |          |                 |          |                       |
| 12. | 2014/2015 | finále      | Litvínov | 3 : 6 Report    | Třinec   | (1:2 , 1:3 , 1:1)     |
| Branky Litvínova 17:23 Peter Jánský, 28:47 Martin Ručinský, 46:52 Miloslav Hořava                                         |           |             |          |                 |          |                       |
| 13. | 2014/2015 | finále      | Třinec   | 0 : 2 Report    | Litvínov | (0:0 , 0:0 , 0:2)     |
| Branky Litvínova 52:54 František Lukeš, 59:44 František Lukeš                                                             |           |             |          |                 |          |                       |
| 14. | 2022/2023 | předkolo    | Třinec   | 3 : 1 Report    | Litvínov | (0:0, 1:1, 2:0)       |
| Branky Litvínova 38:26 Andrej Kudrna                                                                                      |           |             |          |                 |          |                       |
| 15. | 2022/2023 | předkolo    | Třinec   | 5 : 4 PP Report | Litvínov | (1:1, 2:1, 1:2 — 1:0) |
| Branky Litvínova 01:18 Šimon Stránský, 34:47 Nicolas Hlava, 54:33 Nicolas Hlava, 58:54 Matúš Sukeľ                        |           |             |          |                 |          |                       |
| 16. | 2022/2023 | předkolo    | Litvínov | 2 : 4 Report    | Třinec   | (1:1, 0:1, 1:2)       |
| Branky Litvínova 17:37 Nicolas Hlava , 46:36 Martin Havelka                                                               |           |             |          |                 |          |                       |
| 17. | 2024/2025 | předkolo    | Litvínov | 2 : 1 Report    | Třinec   | (0:1, 1:0, 0:0 - 1:0) |
| Branky Litvínova 20:54 Matúš Sukeľ, 73:01 Maxim Čajkovič – nejlepší hráč utkání Šimon Zajíček                             |           |             |          |                 |          |                       |
| 18. | 2024/2024 | předkolo    | Litvínov | 2 : 4 Report    | Třinec   | (1:0, 1:3, 0:1)       |
| Branky Litvínova 17:21 František Gajdoš, 25:44 Joni Ikonen – nejlepší hráč utkání Marek Baránek                           |           |             |          |                 |          |                       |
| 19. | 2024/2025 | předkolo    | Třinec   | 3 : 2 Report    | Litvínov | (1:0, 2:2, 0:0)       |
| Branky Litvínova 31:21 Matúš Sukeľ, 35:17 Michal Gut – nejlepší hráč utkání Michal Gut                                    |           |             |          |                 |          |                       |
| 20. | 2024/2025 | předkolo    | Třinec   | 4 : 1 Report    | Litvínov | (0:0, 2:1, 2:0)       |
| Branky Litvínova 35:05 Matúš Sukeľ – nejlepší hráč utkání Matěj Tomek                                                     |           |             |          |                 |          |                       |
| |           |             |          |                 |          |                       |
| Litvínov 7x utkání vyhrál, 13x utkánní prohrál Litvínov 1x sérii vyhrál, 3x sérii prohrál                                 |           |             |          |                 |          |                       |

## Litvínov - Zlín
| Číslo | Sezona    | Utkání      | Domácí   | Výsledek        | Hosté    | Třetiny         |
| --- | --------- | ----------- | -------- | --------------- | -------- | --------------- |
| 01. | 1995/1996 | čtvrtfinále | Litvínov | 6 : 3 Report    | Zlín     | (1:0, 3:0, 2:3) |
| Branky Litvínova 12:44 Normunds Sējējs, 35:55 Sergej Butko, 37:55 Vladimír Jeřábek, 39:01 Robert Kysela, 49:12 David Balázs, 51:51 Martin Rousek |           |             |          |                 |          |                 |
| 02. | 1995/1996 | čtvrtfinále | Litvínov | 2 : 3 PP Report | Zlín     | (1:0, 1:1, 0:1) |
| Branky Litvínova 15:17 Vladimír Jeřábek, 34:36 Josef Straka                                                                                      |           |             |          |                 |          |                 |
| 03. | 1995/1996 | čtvrtfinále | Zlín     | 2 : 3 SN Report | Litvínov | (1:0, 1:1, 0:1) |
| Branky Litvínova 25:24 Jan Alinč, 51:06 Tomáš Vlasák, rozhodující SN Robert Kysela                                                               |           |             |          |                 |          |                 |
| 04. | 1995/1996 | čtvrtfinále | Zlín     | 2 : 3 Report    | Litvínov | (1:1, 0:2, 1:0) |
| Branky Litvínova 02:07 Jindřich Kotrla, 35:47 Radek Mrázek, 38:45 Josef Straka                                                                   |           |             |          |                 |          |                 |
| 05. | 1995/1996 | čtvrtfinále | Litvínov | 3 : 2 Report    | Zlín     | (0:1, 1:1, 2:0) |
| Branky Litvínova 37:07 Martin Rousek, 47:22 Tomáš Vlasák, 50:09 Vladimír Jeřábek                                                                 |           |             |          |                 |          |                 |
| |           |             |          |                 |          |                 |
| 06. | 1999/2000 | čtvrtfinále | Zlín     | 1 : 2 Report    | Litvínov | (0:0, 0:1, 1:1) |
| Branky Litvínova 37:56 Vojtěch Kubinčák, 40:16 Angel Nikolov                                                                                     |           |             |          |                 |          |                 |
| 07. | 1999/2000 | čtvrtfinále | Zlín     | 2 : 4 Report    | Litvínov | (1:0, 0:2, 1:2) |
| Branky Litvínova 29:17 Robert Reichel, 33:40 Robert Reichel, 46:25 Petr Rosol, 50:05 Jindřich Kotrla                                             |           |             |          |                 |          |                 |
| 08. | 1999/2000 | čtvrtfinále | Litvínov | 2 : 3 Report    | Zlín     | (0:1, 1:1, 1:1) |
| Branky Litvínova 26:58 Robert Reichel, 53:46 Martin Štrbák                                                                                       |           |             |          |                 |          |                 |
| 09. | 1999/2000 | čtvrtfinále | Litvínov | 3 : 1 Report    | Zlín     | (0:0, 0:0, 3:1) |
| Branky Litvínova 44:08 Petr Rosol, 53:58 Martin Štrbák, 59:17 Petr Rosol                                                                         |           |             |          |                 |          |                 |
| |           |             |          |                 |          |                 |
| 10. | 2004/2005 | čtvrtfinále | Zlín     | 5 : 0 Report    | Litvínov | (2:0, 2:0, 1:0) |
| Branky Litvínova nikdo |           |             |          |                 |          |                 |
| 11. | 2004/2005 | čtvrtfinále | Zlín     | 1 : 3 Report    | Litvínov | (0:0, 1:0, 0:3) |
| Branky Litvínova 48:30 Jiří Šlégr, 50:35 Miroslav Zálešák, 59:52 Daniel Branda                                                                   |           |             |          |                 |          |                 |
| 12. | 2004/2005 | čtvrtfinále | Litvínov | 1 : 2 Report    | Zlín     | (0:1, 0:0, 1:1) |
| Branky Litvínova 58:24 Daniel Branda |           |             |          |                 |          |                 |
| 13. | 2004/2005 | čtvrtfinále | Litvínov | 3 : 1 Report    | Zlín     | (2:0, 1:0, 0:1) |
| Branky Litvínova 12:23 Jan Hranáč, 13:40 Patrik Martinec, 39:20 Viktor Hübl                                                                      |           |             |          |                 |          |                 |
| 14. | 2004/2005 | čtvrtfinále | Zlín     | 5 : 0 Report    | Litvínov | (2:0, 1:0, 2:0) |
| Branky Litvínova nikdo |           |             |          |                 |          |                 |
| 15. | 2004/2005 | čtvrtfinále | Litvínov | 3 : 4 PP Report | Zlín     | (1:2, 1:0, 1:1) |
| Branky Litvínova 06:57 Ivo Prorok, 38:53 Radim Skuhrovec, 57:13 Jan Čaloun                                                                       |           |             |          |                 |          |                 |
| |           |             |          |                 |          |                 |
| Litvínov 9x utkání vyhrál, 6x utkánní prohrál Litvínov 2x sérii vyhrál, 1x sérii prohrál                                                         |           |             |          |                 |          |                 |

## Litvínov - Plzeň
| Číslo | Sezona    | Utkání      | Domácí   | Výsledek        | Hosté    | Třetiny          |
| --- | --------- | ----------- | -------- | --------------- | -------- | ---------------- |
| 01. | 2010/2011 | předkolo    | Litvínov | 4 : 2 Report    | Plzeň    | (2:0, 1:1, 1:1)  |
| Branky Litvínova 00:28 Jakub Černý, 11:37 Matěj Stříteský, 39:16 František Lukeš, 54:25 Jakub Černý                        |           |             |          |                 |          |                  |
| 02. | 2010/2011 | předkolo    | Litvínov | 5 : 2 Report    | Plzeň    | (3:1, 0:1, 2:0)  |
| Branky Litvínova 09:26 Roman Vopat, 13:46 František Lukeš, 18:54 František Lukeš, 40:58 Martin Heinisch, 59:30 Karel Kubát |           |             |          |                 |          |                  |
| 03. | 2010/2011 | předkolo    | Plzeň    | 4 : 0 Report    | Litvínov | (3:0, 1:0, 0:0)  |
| Branky Litvínova nikdo |           |             |          |                 |          |                  |
| 04. | 2010/2011 | předkolo    | Plzeň    | 3 : 4 PP Report | Litvínov | (1:0, 0:3, 2:0 ) |
| Branky Litvínova 23:42 Roman Vopat, 31:50 Ondřej Martinka, 39:05 Karel Kubát, v prodloužení 67:54 Richard Jareš            |           |             |          |                 |          |                  |
| |           |             |          |                 |          |                  |
| 05. | 2012/2013 | čtvrtfinále | Plzeň    | 0 : 1 Report    | Litvínov | (0:0, 0:1, 0:0)  |
| Branky Litvínova 20:43 František Lukeš                                                                                     |           |             |          |                 |          |                  |
| 06. | 2012/2013 | čtvrtfinále | Plzeň    | 2 : 1 Report    | Litvínov | (1:1, 0:0, 1:0)  |
| Branky Litvínova 03:21 Juraj Majdan                                                                                        |           |             |          |                 |          |                  |
| 07. | 2012/2013 | čtvrtfinále | Litvínov | 3 : 0 Report    | Plzeň    | (1:0, 1:0, 1:0)  |
| Branky Litvínova 09:03 Rostislav Martynek, 25:09 Martin Ručinský, 58:44 Juraj Majdan                                       |           |             |          |                 |          |                  |
| 08. | 2012/2013 | čtvrtfinále | Litvínov | 3 : 4 SN Report | Plzeň    | (0:0, 1:1, 2:2)  |
| Branky Litvínova 32:19 Karel Kubát, 46:52 Viktor Hübl, 54:32 František Lukeš                                               |           |             |          |                 |          |                  |
| 09. | 2012/2013 | čtvrtfinále | Plzeň    | 1 : 2 SN Report | Litvínov | (0:0, 1:0, 0:1)  |
| Branky Litvínova 48:19 František Lukeš, rozhodující SN Robin Hanzl                                                         |           |             |          |                 |          |                  |
| 10. | 2012/2013 | čtvrtfinále | Litvínov | 2 : 5 Report    | Plzeň    | (1:1, 1:2, 0:2)  |
| Branky Litvínova 09:17 Kamil Piroš, 28:09 Jakub Černý                                                                      |           |             |          |                 |          |                  |
| 11. | 2012/2013 | čtvrtfinále | Plzeň    | 4 : 3 Report    | Litvínov | (1:0, 1:3, 2:0)  |
| Branky Litvínova 23:27 Zbyněk Sklenička, 31:07 Viktor Hübl, 38:02 Marek Posmyk                                             |           |             |          |                 |          |                  |
| |           |             |          |                 |          |                  |
| Litvínov 6x utkání vyhrál, 5x utkání prohrál Litvínov 1x sérii vyhrál, 1x sérii prohrál                                    |           |             |          |                 |          |                  |

## Litvínov - Vsetín
| Číslo | Sezona    | Utkání      | Domácí   | Výsledek     | Hosté    | Třetiny         |
| --- | --------- | ----------- | -------- | ------------ | -------- | --------------- |
| 01. | 1994/1995 | čtvrtfinále | Vsetín   | 3 : 0 Report | Litvínov | (1:0, 2:0, 0:0) |
| Branky Litvínova nikdo |           |             |          |              |          |                 |
| 02. | 1994/1995 | čtvrtfinále | Vsetín   | 4 : 2 Report | Litvínov | (0:1, 0:1, 4:0) |
| Branky Litvínova 11:08 Jan Alinč, 22:32 Jan Alinč                                                                                            |           |             |          |              |          |                 |
| 03. | 1994/1995 | čtvrtfinále | Litvínov | 6 : 3 Report | Vsetín   | (1:0, 3:1, 2:2) |
| Branky Litvínova 08:56 Vladimír Machulda, 21:41 Radek Šíp, 34:36 Radek Mrázek, 39:41 Vladimír Machulda, 43:45 Ivo Prorok, 45:27 Radek Mrázek |           |             |          |              |          |                 |
| 04. | 1994/1995 | čtvrtfinále | Litvínov | 1 : 5 Report | Vsetín   | (0:3, 0:0, 1:2) |
| Branky Litvínova 56:03 Jan Alinč |           |             |          |              |          |                 |
| |           |             |          |              |          |                 |
| 05. | 1995/1996 | finále      | Vsetín   | 1 : 2 Report | Litvínov | (0:0, 0:0, 1:2) |
| Branky Litvínova 42:05 Vladimír Jeřábek, 59:39 Jan Alinč                                                                                     |           |             |          |              |          |                 |
| 06. | 1995/1996 | finále      | Vsetín   | 8 : 1 Report | Litvínov | (4:0, 3:1, 1:0) |
| Branky Litvínova 24:10 David Balász |           |             |          |              |          |                 |
| 07. | 1995/1996 | finále      | Litvínov | 1 : 6 Report | Vsetín   | (0:1, 0:4, 1:1) |
| Branky Litvínova 51:20 Tomáš Vlasák |           |             |          |              |          |                 |
| 08. | 1995/1996 | finále      | Litvínov | 1 : 4 Report | Vsetín   | (1:2, 0:1, 0:1) |
| Branky Litvínova 07:09 Vladimír Machulda |           |             |          |              |          |                 |
| 09. | 1995/1996 | finále      | Vsetín   | 2 : 1 Report | Litvínov | (1:0, 1:1, 0:0) |
| Branky Litvínova 25:33 Martin Rousek |           |             |          |              |          |                 |
| |           |             |          |              |          |                 |
| Litvínov 2x utkání vyhrál, 7x utkánní prohrál Litvínov 0x sérii vyhrál, 2x sérii prohrál                                                     |           |             |          |              |          |                 |

## Litvínov - Sparta Praha
| Číslo | Sezona    | Utkání      | Domácí       | Výsledek        | Hosté        | Třetiny         |
| --- | --------- | ----------- | ------------ | --------------- | ------------ | --------------- |
| 01. | 1995/1996 | semifinále  | Sparta Praha | 4 : 1 Report    | Litvínov     | (1:1, 2:0, 1:0) |
| Branky Litvínova 00:52 Vladimír Jeřábek |           |             |              |                 |              |                 |
| 02. | 1995/1996 | semifinále  | Sparta Praha | 4 : 6 Report    | Litvínov     | (1:1, 0:3, 3:2) |
| Branky Litvínova 15:08 Michal Fadějev, 31:27 Robert Kysela, 32:59 Tomáš Vlasák, 35:57 Robert Kysela, 42:33 Martin Rousek, 59:51 Sergej Butko             |           |             |              |                 |              |                 |
| 03. | 1995/1996 | semifinále  | Litvínov     | 4 : 1 Report    | Sparta Praha | (2:1, 1:0, 1:0) |
| Branky Litvínova 02:08 Martin Rousek, 06:33 Robert Kysela, 37:32 Martin Rousek, 45:23 Josef Straka                                                       |           |             |              |                 |              |                 |
| 04. | 1995/1996 | semifinále  | Litvínov     | 0 : 5 Report    | Sparta Praha | (0:2, 0:0, 0:3) |
| Branky Litvínova nikdo |           |             |              |                 |              |                 |
| 05. | 1995/1996 | semifinále  | Sparta Praha | 1 : 6 Report    | Litvínov     | (0:2, 0:1, 1:3) |
| Branky Litvínova 03:48 Martin Rousek, 07:00 Vlaldimír Machulda, 23:07 Vlaldimír Machulda, 47:05 Sergej Butko, 49:51 Robert Kysela, 57:45 Jaroslav Buchal |           |             |              |                 |              |                 |
| 06. | 1995/1996 | semifinále  | Litvínov     | 5 : 4 SN Report | Sparta Praha | (1:1, 2:2, 1:1) |
| Branky Litvínova 05:28 Tomáš Vlasák, 21:41 Robert Kysela, 22:39 Radek Mrázek, 52:01 Martin Rousek, rozhodující SN Vlaldimír Machulda                     |           |             |              |                 |              |                 |
| |           |             |              |                 |              |                 |
| 07. | 1999/2000 | semifinále  | Sparta Praha | 4 : 1 Report    | Litvínov     | (3:1, 1:0, 0:0) |
| Branky Litvínova 19:40 Vladimír Gýna |           |             |              |                 |              |                 |
| 08. | 1999/2000 | semifinále  | Sparta Praha | 3 : 1 Report    | Litvínov     | (1:0, 1:1, 1:0) |
| Branky Litvínova 27:34 Daniel Branda |           |             |              |                 |              |                 |
| 09. | 1999/2000 | semifinále  | Litvínov     | 3 : 4 SN Report | Sparta Praha | (1:2, 0:1, 2:0) |
| Branky Litvínova 05:45 Vojtěch Kubinčák, 55:01 Robert Kysela, 57:37 Robert Kysela                                                                        |           |             |              |                 |              |                 |
| |           |             |              |                 |              |                 |
| 10. | 2000/2001 | čtvrtfinále | Litvínov     | 4 : 5 PP Report | Sparta Praha | (1:1, 0:1, 3:2) |
| Branky Litvínova 11:14 Robert Kysela, 42:58 Robert Reichel, 56:40 Kamil Piroš, 59:38 Vojtěch Kubinčák                                                    |           |             |              |                 |              |                 |
| 11. | 2000/2001 | čtvrtfinále | Litvínov     | 3 : 1 Report    | Sparta Praha | (2:0, 1:1, 0:0) |
| Branky Litvínova 13:58 Robert Kysela, 17:36 Tomáš Martinec, 38:59 Stanislav Stavenský                                                                    |           |             |              |                 |              |                 |
| 12. | 2000/2001 | čtvrtfinále | Sparta Praha | 1 : 0 Report    | Litvínov     | (0:0, 0:0, 1:0) |
| Branky Litvínova nikdo |           |             |              |                 |              |                 |
| 13. | 2000/2001 | čtvrtfinále | Sparta Praha | 2 : 3 SN Report | Litvínov     | (0:0, 2:1, 0:1) |
| Branky Litvínova 37:08 Martin Ťupa, 48:42 Tomáš Martinec, rozhodující SN Karel Pilař                                                                     |           |             |              |                 |              |                 |
| 14. | 2000/2001 | čtvrtfinále | Litvínov     | 1 : 4 Report    | Sparta Praha | (0:2, 0:1, 1:1) |
| Branky Litvínova 55:02 David Balázs |           |             |              |                 |              |                 |
| 15. | 2000/2001 | čtvrtfinále | Sparta Praha | 3 : 0 Report    | Litvínov     | (2:0, 0:0, 1:0) |
| Branky Litvínova nikdo |           |             |              |                 |              |                 |
| |           |             |              |                 |              |                 |
| Litvínov 6x utkání vyhrál, 9x utkánní prohrál Litvínov 1x sérii vyhrál, 2x sérii prohrál                                                                 |           |             |              |                 |              |                 |

## Litvínov - Karlovy Vary
| Číslo                                                                                    | Sezona    | Utkání      | Domácí       | Výsledek        | Hosté        | Třetiny         |
| ---------------------------------------------------------------------------------------- | --------- | ----------- | ------------ | --------------- | ------------ | --------------- |
| 01.                                                                                      | 2007/2008 | čtvrtfinále | Karlovy Vary | 6 : 2 Report    | Litvínov     | (2:2, 2:0, 2:0) |
| Branky Litvínova 04:27 Vojtěch Kubinčák, 06:11 Daniel Branda                             |           |             |              |                 |              |                 |
| 02.                                                                                      | 2007/2008 | čtvrtfinále | Karlovy Vary | 3 : 2 Report    | Litvínov     | (1:1, 2:0, 0:1) |
| Branky Litvínova 13:00 Daniel Branda, 49:32 Jiří Šlégr                                   |           |             |              |                 |              |                 |
| 03.                                                                                      | 2007/2008 | čtvrtfinále | Litvínov     | 3 : 2 SN Report | Karlovy Vary | (1:1, 1:1, 0:0) |
| Branky Litvínova 00:17 Peter Jánský, 26:46 Vojtěch Kubinčák, rozhodující SN Jakub Černý  |           |             |              |                 |              |                 |
| 04.                                                                                      | 2007/2008 | čtvrtfinále | Litvínov     | 2 : 3 Report    | Karlovy Vary | (1:2, 0:1, 1:0) |
| Branky Litvínova 06:43 Martin Jenáček, 47:35 Jakub Černý                                 |           |             |              |                 |              |                 |
| 05.                                                                                      | 2007/2008 | čtvrtfinále | Karlovy Vary | 3 : 2 Report    | Litvínov     | (1:1, 1:0, 1:1) |
| Branky Litvínova 10:39 Roman Tomas, 41:09 Robert Reichel                                 |           |             |              |                 |              |                 |
|                                                                                          |           |             |              |                 |              |                 |
| 06.                                                                                      | 2008/2009 | čtvrtfinále | Litvínov     | 2 : 3 SN Report | Karlovy Vary | (0:1, 2:1, 0:0) |
| Branky Litvínova 25:45 Viktor Hübl, 34:41 Lukáš Rindoš                                   |           |             |              |                 |              |                 |
| 07.                                                                                      | 2008/2009 | čtvrtfinále | Litvínov     | 1 : 2 SN Report | Karlovy Vary | (0:0, 0:1, 1:0) |
| Branky Litvínova 52:55 Daniel Branda                                                     |           |             |              |                 |              |                 |
| 08.                                                                                      | 2008/2009 | čtvrtfinále | Karlovy Vary | 3 : 1 Report    | Litvínov     | (1:0, 2:0, 0:1) |
| Branky Litvínova 42:28 Zdeněk Bahenský                                                   |           |             |              |                 |              |                 |
| 09.                                                                                      | 2008/2009 | čtvrtfinále | Karlovy Vary | 4 : 2 Report    | Litvínov     | (1:2, 1:0, 2:0) |
| Branky Litvínova 09:16 Martin Jenáček, 15:03 Vlastimil Kroupa                            |           |             |              |                 |              |                 |
|                                                                                          |           |             |              |                 |              |                 |
| Litvínov 1x utkání vyhrál, 8x utkánní prohrál Litvínov 0x sérii vyhrál, 2x sérii prohrál |           |             |              |                 |              |                 |

## Litvínov - Kladno
| Číslo | Sezona    | Utkání      | Domácí   | Výsledek     | Hosté    | Třetiny         |
| --- | --------- | ----------- | -------- | ------------ | -------- | --------------- |
| 01. | 1993/1994 | čtvrtfinále | Kladno   | 4 : 5 Report | Litvínov | (1:1, 3:2, 0:2) |
| Branky Litvínova 03:20 Jan Vopat, 22:25 Radek Šulc, 25:13 Václav Nedomanský, 41:00 Robert Kysela, 56:49 Jan Čaloun |           |             |          |              |          |                 |
| 02. | 1993/1994 | čtvrtfinále | Kladno   | 3 : 2 Report | Litvínov | (2:1, 0:1, 1:0) |
| Branky Litvínova 16:07 Kamil Kašták, 29:21 Jan Čaloun                                                              |           |             |          |              |          |                 |
| 03. | 1993/1994 | čtvrtfinále | Litvínov | 1 : 4 Report | Kladno   | (1:1, 0:1, 0:2) |
| Branky Litvínova 18:44 Robert Kysela                                                                               |           |             |          |              |          |                 |
| 04. | 1993/1994 | čtvrtfinále | Litvínov | 2 : 7 Report | Kladno   | (0:1, 0:5, 2:1) |
| Branky Litvínova 46:11 Peter Molnár, 58:44 Jan Alinč                                                               |           |             |          |              |          |                 |
| |           |             |          |              |          |                 |
| Litvínov 1x utkání vyhrál, 3x utkánní prohrál Litvínov 0x sérii vyhrál, 1x sérii prohrál                           |           |             |          |              |          |                 |

## Litvínov - Vítkovice
| Číslo | Sezona    | Utkání      | Domácí    | Výsledek     | Hosté     | Třetiny         |
| --- | --------- | ----------- | --------- | ------------ | --------- | --------------- |
| 01. | 1997/1998 | čtvrtfinále | Vítkovice | 5 : 2 Report | Litvínov  | (0:1, 2:1, 3:0) |
| Branky Litvínova 18:27 Martin Rousek, 20:12 Tomáš Vlasák                                                                |           |             |           |              |           |                 |
| 02. | 1997/1998 | čtvrtfinále | Vítkovice | 6 : 5 Report | Litvínov  | (1:1, 2:3, 3:1) |
| Branky Litvínova 02:52 Robert Kysela, 21:00 Rail Muftějev, 24:54 Rail Muftějev, 39:34 Děnis Afinogenov, 45:20 Jan Alinč |           |             |           |              |           |                 |
| 03. | 1997/1998 | čtvrtfinále | Litvínov  | 2 : 0 Report | Vítkovice | (0:0, 1:0, 1:0) |
| Branky Litvínova 29:00 Petr Hrbek, 41:53 Dmitri Denisov                                                                 |           |             |           |              |           |                 |
| 04. | 1997/1998 | čtvrtfinále | Litvínov  | 3 : 4 Report | Vítkovice | (1:2, 2:2, 0:0) |
| Branky Litvínova 07:36 Ivo Prorok, 21:33 Rail Muftějev, 36:50 Petr Hrbek                                                |           |             |           |              |           |                 |
| |           |             |           |              |           |                 |
| Litvínov 1x utkání vyhrál, 3x utkánní prohrál Litvínov 0x sérii vyhrál, 1x sérii prohrál                                |           |             |           |              |           |                 |

## Litvínov - Slavia Praha
| Číslo | Sezona    | Utkání   | Domácí       | Výsledek     | Hosté        | Třetiny         |
| --- | --------- | -------- | ------------ | ------------ | ------------ | --------------- |
| 01. | 2009/2010 | předkolo | Slavia Praha | 3 : 1 Report | Litvínov     | (1:0, 0:0, 2:1) |
| Branky Litvínova 48:11 Vojtěch Kubinčák                                                                                      |           |          |              |              |              |                 |
| 02. | 2009/2010 | předkolo | Slavia Praha | 1 : 5 Report | Litvínov     | (1:1, 0:2, 0:2) |
| Branky Litvínova 01:18 Robert Reichel, 23:04 Vojtěch Kubinčák, 29:16 Karel Kubát, 47:43 Robert Reichel, 53:46 Michal Dragoun |           |          |              |              |              |                 |
| 03. | 2009/2010 | předkolo | Litvínov     | 5 : 3 Report | Slavia Praha | (2:0, 2:2, 1:1) |
| Branky Litvínova 05:53 František Lukeš, 09:45 Roman Vopat, 22:15 Peter Jánský, 30:21 Roman Vopat, 57:18 František Lukeš      |           |          |              |              |              |                 |
| 04. | 2009/2010 | předkolo | Litvínov     | 3 : 5 Report | Slavia Praha | (0:1, 1:2, 2:2) |
| Branky Litvínova 31:15 Petr Punčochář, 40:30 František Lukeš, 43:26 Robert Reichel                                           |           |          |              |              |              |                 |
| 05. | 2009/2010 | předkolo | Slavia Praha | 5 : 3 Report | Litvínov     | (1:1, 3:2, 1:0) |
| Branky Litvínova 12:57 Viktor Hübl, 35:05 Roman Vopat, 39:51 Peter Jánský                                                    |           |          |              |              |              |                 |
| |           |          |              |              |              |                 |
| Litvínov 2x utkání vyhrál, 3x utkánní prohrál Litvínov 0x sérii vyhrál, 1x sérii prohrál                                     |           |          |              |              |              |                 |

## Litvínov - Pardubice
| Číslo | Sezona    | Utkání      | Domácí    | Výsledek        | Hosté     | Třetiny         |
| --- | --------- | ----------- | --------- | --------------- | --------- | --------------- |
| 01. | 2014/2015 | čtvrtfinále | Litvínov  | 4 : 0 Report    | Pardubice | (2:0, 1:0, 1:0) |
| Branky Litvínova 06:58 Tomáš Pavelka, 12:42 Filip Pavlík, 29:24 František Lukeš, 53:02 Peter Jánský              |           |             |           |                 |           |                 |
| 02. | 2014/2015 | čtvrtfinále | Litvínov  | 4 : 1 Report    | Pardubice | (1:1, 0:0, 3:0) |
| Branky Litvínova 06:37 Jakub Petružálek, 46:39 Rostislav Martynek, 47:59 Jakub Petružálek, 59:47 Martin Ručinský |           |             |           |                 |           |                 |
| 03. | 2014/2015 | čtvrtfinále | Pardubice | 1 : 3 Report    | Litvínov  | (0:2, 1:1, 0:0) |
| Branky Litvínova 02:53 Jakub Petružálek, 07:42 Peter Jánský, 35:33 Peter Jánský                                  |           |             |           |                 |           |                 |
| 04. | 2014/2015 | čtvrtfinále | Pardubice | 3 : 2 PP Report | Litvínov  | (1:1, 1:1, 0:0) |
| Branky Litvínova 13:38 Martin Ručinský, 32:27 Filip Pavlík                                                       |           |             |           |                 |           |                 |
| 05. | 2014/2015 | čtvrtfinále | Litvínov  | 2 : 1 PP Report | Pardubice | (0:1, 0:0, 1:0) |
| Branky Litvínova 40:53 Jakub Petružálek, v prodloužení 73:23 Viktor Hübl                                         |           |             |           |                 |           |                 |
| |           |             |           |                 |           |                 |
| Litvínov 4x utkání vyhrál, 1x utkánní prohrál Litvínov 1x sérii vyhrál, 1x sérii prohrál                         |           |             |           |                 |           |                 |

## Litvínov - Brno
| Číslo                                                                                   | Sezona    | Utkání     | Domácí   | Výsledek        | Hosté    | Třetiny         |
| --------------------------------------------------------------------------------------- | --------- | ---------- | -------- | --------------- | -------- | --------------- |
| 01.                                                                                     | 2014/2015 | semifinále | Litvínov | 3 : 2 Report    | Brno     | (2:0, 0:1, 1:1) |
| Branky Litvínova 01:02 Michal Trávníček, 14:12 Robin Hanzl, 43:29 Rostislav Martynek    |           |            |          |                 |          |                 |
| 02.                                                                                     | 2014/2015 | semifinále | Litvínov | 2 : 1 Report    | Brno     | (0:0, 0:1, 2:0) |
| Branky Litvínova 45:20 František Lukeš, 48:33 Jakub Petružálek                          |           |            |          |                 |          |                 |
| 03.                                                                                     | 2014/2015 | semifinále | Brno     | 0 : 3 Report    | Litvínov | (0:1, 0:1, 0:1) |
| Branky Litvínova 00:54 Jakub Petružálek, 38:59 František Gerhát, 58:55 Viktor Hübl      |           |            |          |                 |          |                 |
| 04.                                                                                     | 2014/2015 | semifinále | Brno     | 4 : 1 Report    | Litvínov | (1:0, 2:1, 1:0) |
| Branky Litvínova 34:36 Jakub Petružálek                                                 |           |            |          |                 |          |                 |
| 05.                                                                                     | 2014/2015 | semifinále | Litvínov | 3 : 2 PP Report | Brno     | (0:1, 2:1, 0:0) |
| Branky Litvínova 20:46 Robin Hanzl, 27:42 Robin Hanzl, v prodloužení 67:52 Peter Jánský |           |            |          |                 |          |                 |
|                                                                                         |           |            |          |                 |          |                 |
| Litvínov 4x utkání vyhrál, 1x utkání prohrál Litvínov 1x sérii vyhrál, 0x sérii prohrál |           |            |          |                 |          |                 |

## Litvínov - Hradec Králové
| Číslo                                                                                                 | Sezona    | Utkání      | Domácí        | Výsledek     | Hosté         | Třetiny         |
| --- | --------- | ----------- | ------------- | ------------ | ------------- | --------------- |
| 01.                                                                                                   | 2016/2017 | čtvrtfinále | Mountfield HK | 2 : 3 Report | Litvínov      | (1:1, 0:1, 1:1) |
| Branky Litvínova 18:18 Lukáš Válek, 31:04 František Lukeš, 50:51 Rostislav Martynek                   |           |             |               |              |               |                 |
| 02.                                                                                                   | 2016/2017 | čtvrtfinále | Mountfield HK | 3 : 0 Report | Litvínov      | (1:0, 2:0, 0:0) |
| Branky Litvínova nikdo                                                                                |           |             |               |              |               |                 |
| 03.                                                                                                   | 2016/2017 | čtvrtfinále | Litvínov      | 1 : 4 Report | Mountfield HK | (0:1, 1:1, 0:2) |
| Branky Litvínova 24:15 František Lukeš                                                                |           |             |               |              |               |                 |
| 04.                                                                                                   | 2016/2017 | čtvrtfinále | Litvínov      | 1 : 2 Report | Mountfield HK | (0:1, 1:0, 0:1) |
| Branky Litvínova 24:39 Viktor Hübl                                                                    |           |             |               |              |               |                 |
| 05.                                                                                                   | 2016/2017 | čtvrtfinále | Mountfield HK | 7 : 4 Report | Litvínov      | (3:0, 2:2, 2:2) |
| Branky Litvínova 29:49 Michal Trávníček, 33:07 Martin Hanzl, 45:39 František Lukeš, 57:52 Karel Kubát |           |             |               |              |               |                 |
| 06.                                                                                                   | 2020/2021 | předkolo    | Mountfield HK | 2 : 0 Report | Litvínov      | (1:0, 0:0, 1:0) |
| Branky Litvínova nikdo                                                                                |           |             |               |              |               |                 |
| 07.                                                                                                   | 2020/2021 | předkolo    | Mountfield HK | 3 : 1 Report | Litvínov      | (1:1, 2:0, 0:0) |
| Branky Litvínova 19:46 Tomáš Pospíšil                                                                 |           |             |               |              |               |                 |
| 08.                                                                                                   | 2020/2021 | předkolo    | Litvínov      | 1 : 5 Report | Mountfield HK | (0:3, 0:2, 1:0) |
| Branky Litvínova 44:34 Richard Jarůšek                                                                |           |             |               |              |               |                 |
| |           |             |               |              |               |                 |
| Litvínov 1x utkání vyhrál, 7x utkání prohrál Litvínov 0x sérii vyhrál, 2x sérii prohrál               |           |             |               |              |               |                 |